# Kniàzevka
Kniàzevka (en rus: Князевка) és un poble de l'óblast de Tomsk, a Rússia, que el 2015 tenia quatre habitants.